# Cordylomera mourgliai
Cordylomera mourgliai es una especie de escarabajo longicornio del género Cordylomera, tribu Phoracanthini, subfamilia Cerambycinae. Fue descrita científicamente por Adlbauer en 1994.

## Descripción
Mide 11-18 milímetros de longitud.

## Distribución
Se distribuye por Etiopía, Kenia y Tanzania.